# نورثروب تي-38 تالون
نورثروب تي-38 تالون (بالإنجليزية: Northrop T-38 Talon)‏ هي طائرة تدريب أنتجت في 1961 بالولايات المتحدة. من صناعة نورثروب. كانت تستخدم بشكل أساسي من قبل القوات الجوية الأمريكية. كان أول طيران لها في 10 مارس 1959. دخلت الخدمة في 17 مارس 1961، انتهت خدمتها في 1993. صنع منها 1,146 طائرة، وسعر الطائرة الواحدة منها هو 756,000 (1961 constant dollars), 5.879 مليون دولار (2013 dollars).

## نبذة
النورثروب تي - 38 تالون هي طائرة ذات مقعدين وذات محركين نفاثين فوق صوتيين تستخدم في التدريب كانت أول طائرة تدريبية فوق صوتية في العالم وأيضا الأكثر إنتاجاً طائرات ال تي 38 لا زالت في الخدمة في القوات الجوية لبعض الدول.
القوات الجوية الأمريكية هي أكبر مشغل لل تي 38 بالإضافة لتدريب طيارين القوات الجوية الأمريكية وكذلك تستخدم التي 38 بواسطة ناسا
الطيارين من دول حلف شمال الأطلسي الأخرى تطير باستخدام T-38 في برامج تدريبية مشتركة مع طيارين القوات الجوية الأمريكية.
اعتبارا من عام 2012، وT-38 في الخدمة لأكثر من 50 عام، في المشغل الأصلي (القوات الجوية الأمريكية).

## التصميم والتطوير

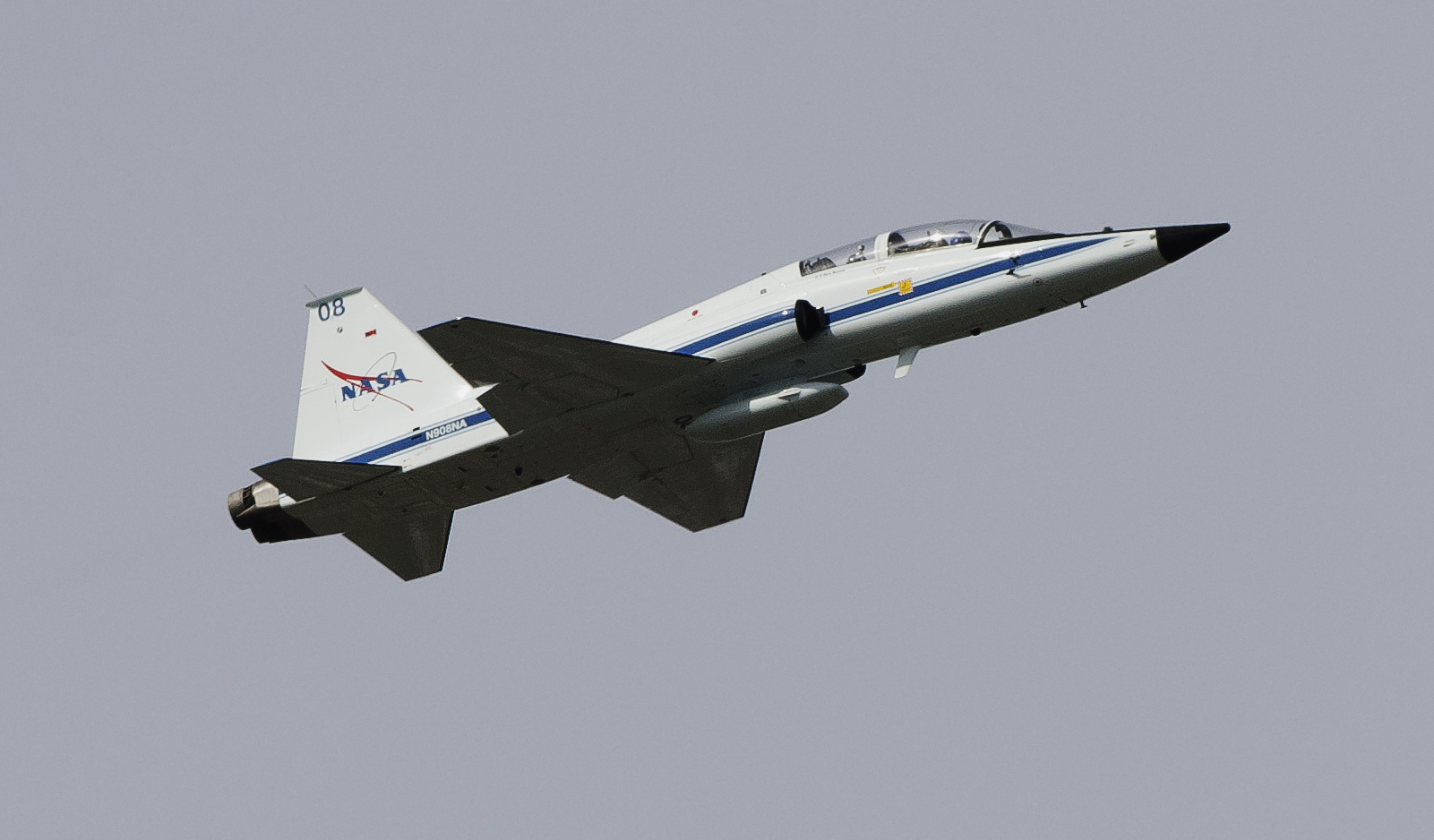
طائرة تدريب NASA T-38 وهي تطير فوق واشنطن العاصمة

تم استخدام هيكل الطائرة الأساسية للطائرات المقاتلة F-5 في عام 1950 بدأت شركة نورثروب دراسة الوزن الخفيف وتصاميم لطائرات مقاتلة بأسعار معقولة بدأت الشركة بطائرتها ذو المحرك الواحد نورثروب N-102 فانغ كانت N-102 التي تواجه الوزن الزائد والكلفة الزائدة ، لذلك تم إلغاء المشروع وبدأت الشركة بمشروع N-156.
على الرغم من أن القوات الجوية الأمريكية ليست في حاجة لمقاتلة صغيرة في ذلك الوقت الا أنها أصبحت مهتمة في الطائرة كطائرة تدريب كبديل للT-33 الذي كان يستعمل في هذا الدور. أول ثلاثة نماذج (YT-38) طار يوم 10 مارس 1959.اعتمد هذا النوع بسرعة وسلمت أول نماذج الإنتاج في عام 1961 ودخلت الخدمة رسميا في 17 مارس في نفس العام مكملة للT-37 طائرة التدريب الأولية. وعندما انهت الإنتاج في عام 1972، تم بناء T-38 (بالإضافة إلى نموذجين من طراز N-156T). منذ بدء العمل به، يقدر أن حوالي 50،000 من الطيارين العسكريين تم تدريبهم في هذه الطائرات.

## المستخدمون
- القوات الجوية الأمريكية
- بحرية الولايات المتحدة
- ناسا
- القوات الجوية التركية

## طرازات أخرى
- نورثروب إف-5